# Matthew Rush
Pour les articles homonymes, voir Rush.
Matthew Rush (de son vrai nom Gregory Grove), né le 22 septembre 1973 à Huntingdon, est un acteur pornographique gay américain qui joue dans les films pornographiques et pose dans des magazines gay pour adultes. Rush a gagné un statut d'icône gay comme Jeff Stryker, non seulement dans l'industrie pour adultes mais aussi dans la communauté gay en général.
Il est aussi, sous son nom de Gregory Grove, bodybuilder et entraîneur. Il a participé aux Gay Games à Amsterdam et à Sydney.

## Biographie
Né à Huntingdon, Matthew Rush a grandi dans la petite ville de  Shirleysburg, en Pennsylvanie dans le comté de Huntingdon. Il est diplômé de l'Université d'État de Pennsylvanie en Exercise physiology. Après ses études, Rush a travaillé sur des croisières en tant qu'entraîneur sportif, puis à Columbus (Ohio), comme entraîneur personnel.
En tant qu'acteur pornographique, Rush est sous contrat exclusif à vie avec Falcon Studios. Il se décrit comme « versatile », jouant aussi bien des rôles d'actif que de passif. Surtout actif dans ses films, il est pénétré à l'écran pour la première fois par son petit ami de l'époque Rob Romoni dans la vidéo Taking Flight, Part 2.
De manière inhabituelle pour un acteur porno, Rush a fait plusieurs apparitions en tant qu'acteur « classique » tout en travaillant dans le divertissement pour adultes. Il est apparu notamment dans le téléfilm policier Third Man Out (en), avec Chad Allen, et dans le film Another Gay Movie. De 2002 à 2005, il a joué dans une production scénique itinérante de Ronnie Larsen, Making Porn. Il a aussi joué dans la pièce de Ronnie Larsen 10 Naked Men, ainsi que dans Psycho Beach Party, et CellboQ, tous deux aux Arts on Real Theater à Austin (Texas).
En 2011, il apparaît dans Black and Friends 2.

## Filmographie

### Vidéos pornographiques
- 2001 : The Other Side of Aspen V
- 2001 : Bounce
- 2004 : The Recruits
- 2005 : Bootstrap
- 2005 : Heaven to Hell
- 2006 : From Top to Bottom
- 2006 : Velvet mafia 1
- 2006 : Velvet mafia 2

### Hors pornographie
À la télévision
- 2005 : Third Man Out de Ron Oliver : Dik Steele

Au cinéma
- 2006 : Another Gay Movie de Todd Stephens : Ryder

## Récompenses
- 2002 : GayVN Awards du meilleur espoir[2]
- 2002 : Grabby Awards for Best Newcomer and Best Solo
- 2003 : Grabby Awards for Best Performer and Best Duo
- 2005 : Grabby Awards for Hottest Ass
- 2006 : Grabby Awards Wall of Fame
- 2010 : Grabby Awards Best Versatile Performer
- 2010 : GayVN Awards du meilleur « versatile »